# HD179143
HD179143 — хімічно пекулярна зоря спектрального класу A4, що має видиму зоряну величину в смузі V приблизно  6,8.
Вона  розташована на відстані близько 393,4 світлових років від Сонця.